# 八万村
八万村（はちまんそん）は、徳島県名東郡にあった村。
1937年に徳島市へ編入された。現在では大半が八万地区になっている。

## 地理
東半は園瀬川などが形成する三角州だが、西半は、眉山や四国山地北東端に当たる山地、それらに挟まれた狭い平地からなる。
現在の八万地区とほぼ一致するが、八万村のうち大字下八万 小字下大野（現 西新浜町、津田地区）と大字沖浜 小字当開・ウテビ（現 かちどき橋7丁目・8丁目、東富田地区）は八万地区ではない。

### 地形
| 山     | 標高 | 備考           |
| ------ | ---- | -------------- |
| 眉山   | 277m |                |
| 向寺山 | 190m |                |
| 勢見山 | 106m | 眉山東麓の山。 |

| 河川         | 備考                                                               |
| ------------ | ------------------------------------------------------------------ |
| 園瀬川       | 吉野川水系の主要河川。徳島市との北東の境。                         |
| 御座船入江川 | 園瀬川の支流。徳島市との北の境。                                   |
| 冷田川       | 園瀬川の支流。                                                     |
| 新川         | 園瀬川の支流。                                                     |
| 星河内谷川   | 園瀬川の支流。                                                     |
| 長谷川       | 園瀬川の支流。眉山が水源。                                         |
| 多々羅川     | 現在と異なり勝浦川の支流。勝占村との南の境。                       |
| 千切山川     | 多々羅川と園瀬川の間を流れる。                                     |
| 名称不明     | 園瀬川と勝浦川を結ぶ。現在は多々羅川の下流部。徳島市との南東の境。 |

1950年のジェーン台風の教訓から、勝浦川水系は大幅な河川改修を受けたため、その前後では流れが一致しない。

### 大字
| 町村制前の村 | 八万村の大字 | 編入直後の大字 | 現在のおよその町                       | 現在の地区 |
| ------------ | ------------ | -------------- | -------------------------------------- | ---------- |
| 沖浜村       | 沖浜         | 南二軒屋町     | 富田橋（一部）                         | 東富田地区 |
| 沖浜村       | 沖浜         | 南二軒屋町     | 南二軒屋町・西二軒屋町（一部）・城南町 | 八万地区   |
| 沖浜村       | 沖浜         | 沖浜町         | 沖浜町・沖浜・沖浜東                   | 八万地区   |
| 山城屋浜村   | 山城屋浜     | 山城町         | 山城町・山城西                         | 八万地区   |
| 下八万村     | 下八万       | 八万町         | 八万町・問屋町                         | 八万地区   |
| 下八万村     | 下八万       | 八万町         | 西新浜町                               | 津田地区   |

## 年表
- 1889年10月01日 - 町村制施行に伴い、下八万村、沖浜村、山城屋浜村が合併して名東郡八万村が成立。
- 1937年04月01日 - 八万村が加茂名町とともに徳島市へ編入。